# Pedro Maria Xavier de Ataíde e Melo

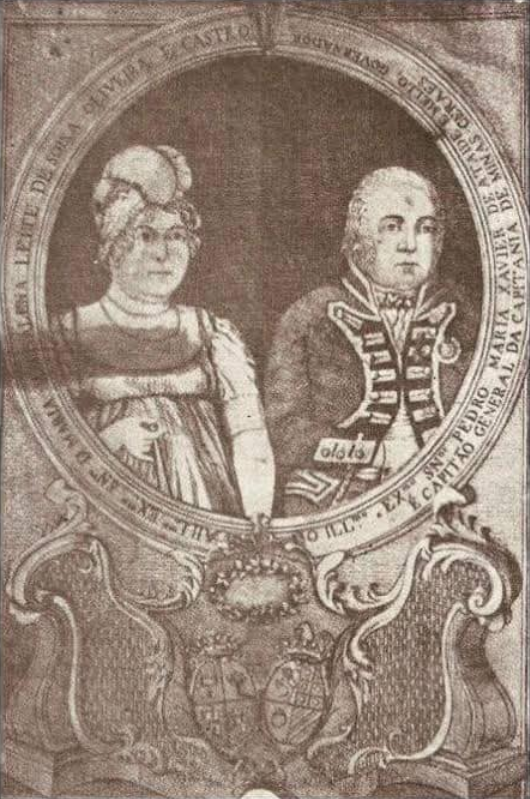
Pedro Maria Xavier de Ataíde e Melo, e D. Maria Madalena Leite de Sousa Oliveira e Castro

Pedro Maria Xavier de Ataíde e Melo, primeiro visconde de Condeixa, foi um administrador colonial português. Foi governador da Capitania de Minas Gerais, de 1803 a 1810. Recebeu o título nobiliárquico de visconde da Rainha D. Maria I de Portugal, em 30 de dezembro de 1811.